# 武田鏡村
武田 鏡村（たけだ きょうそん、1947年2月15日 - ）は、日本の歴史家、仏教評論家。

## 略歴
新潟県生まれ。1969年新潟大学教育学部卒業。日本歴史宗教研究所所長。

## 著書
- 『日本の名僧入門 日本人の心を創りあげた二十人の素顔と生きざま』日本文芸社 1984
- 『人間・庭野日敬 立正佼成会会長 大教団を築いたリーダーの素顔』山手書房 1985
- 『禅僧列伝 その禅風と人間像』恒文社 1986
- 『越後の親鸞 その足跡と愚禿の実像』恒文社 1986
- 『仏教・仏事ハンドブック』立風書房 1986
- 『禅・人生転換の知恵』ぱる出版 1987
- 『親鸞の謎』コスカ出版 1987
- 『仏教 ＜不安＞の時代の羅針盤』新曜社(ワードマップ)　1987
- 『親鸞100話』立風書房 1987
- 『名禅百話 人生の真理と不動の心を求めて』PHP研究所 1988 のち文庫
- 『名将とその師 トップ・リーダーを支えた心の教え』PHP研究所 1988
- 『禅に学ぶ自己革新法 無限の能力を引き出す』ビジネス社 1989
- 『少ない言葉で人を活かす説得術 自ら考え実行させるための23の説法』かんき出版 1989
- 『道元入門』ぱる出版 1989
- 『説得術 少ない言葉で人を活かす 自ら考え実行させるための23の説法』かんき出版 1989
- 『禅入門 人生転換の知恵』ぱる出版 1989
- 『徳川家康の黒幕』史輝出版 1990
- 『名将の社長学 信長はランチェスター法則を活かした』ビジネス社 1990
- 『関東の親鸞 自信教人信への旅』三一書房 1990
- 『こころの手帖』ガイア 1991
- 『信長の安土維新 世界を見据え、日本を制した風雲児』日本文芸社(Rakuda books)　1991
- 『親鸞差別解放の思想と足跡 中世民衆と親鸞の旅』三一書房 1992
- 『黒衣の参謀学 歴史をあやつった11人の僧侶』徳間書店 1993　「黒衣の参謀列伝」学研M文庫
- 『一休 応仁の乱を生きた禅僧』新人物往来社 1994
- 『「信長伝説」の真実』講談社 1995
- 『良寛悟りの道』国書刊行会 1997
- 『虚無僧 聖と俗の異形者たち』三一書房 1997
- 『誰も知らなかった幕末維新の謎』ロングセラーズ <ムック>の本　1998
- 『図説山鹿流兵法 組織に活かす必勝の戦略』東洋経済新報社 1999　「「図説」戦国兵法のすべて 孫子を超えた最強の策略「山鹿流兵法」」PHP文庫
- 『前田利家の謎 なぜ生涯ナンバー2を貫いたのか』2001 (PHP文庫)
- 『日本の名僧名言集』講談社 2001
- 『図解五輪書 宮本武蔵・必勝の兵法』東洋経済新報社 2002
- 『大いなる謎・織田信長』2002 (PHP文庫)
- 『「独楽」という生き方 新・自分主義のすすめ』ぶんか社 2003
- 『織田信長石山本願寺合戦全史 顕如との十年戦争の真実』2003 ベスト新書『信長・本願寺十年戦争 信長が最も苦戦した戦い』ワニ文庫
- 『心を鍛える禅のことば100』三修社 2003
- 『心と体をきれいにする禅の食事』光人社 2004
- 『(入門)よくわかる親鸞』日本実業出版社 2004
- 『「禅」の問答集 生き方への問い公案で学ぶ』河出書房新社 2004
- 『図解安岡正篤の行動学』東洋経済新報社 2004
- 『面白いほどよくわかる般若心経 大乗仏教の精髄を解く262文字の大宇宙』日本文芸社(学校で教えない教科書)　2005
- 『戦国武将の名言に学ぶ』創元社 2005
- 『藩主なるほど人物事典 江戸260年をしたたかに生き抜いた全国各地の名君たち』PHP研究所 2005
- 『一休が笑う』佼成出版社 2006
- 『戦国の影法師 もうひとつの意外人物列伝』三修社 2006
- 『図解中村天風の行動学』東洋経済新報社 2006
- 『「図解」安岡正篤の人間学 人間のあるべき姿と真の成功とは』PHP研究所 2007
- 『中国古典に学ぶ賢聖の教え』PHP研究所 2007
- 『日本のリーダー名語録 優れた指導者に学ぶ決断力 明治・大正・昭和』PHP研究所 2007
- 『「生きるのが楽になる」禅語50話』三笠書房 2008
- 『清々しい日本人』東洋経済新報社 2008
- 『「図解」宮本武蔵と「五輪書」 仕事に使える絶対不敗の法則 戦略的思考が身につく』PHP研究所 2008
- 『禅のことば 人生を豊かに生きるための120選』PHP研究所 2009
- 『岩崎弥太郎不屈の生き方 「三菱」の創業者』PHP研究所 2009
- 『「孫子」の兵法で読む日本の合戦』2009 学研M文庫
- 『〈図解〉坂本龍馬の行動学』PHP研究所 2010
- 『本願寺と天下人の50年戦争 信長・秀吉・家康との戦い』2011 学研新書
- 『法然と親鸞 仏教二大改革者の生涯と思想』PHP研究所 2011
- 『決定版親鸞』東洋経済新報社 2011
- 『織田信長はなぜ「天才」と言われるのか』三笠書房 知的生きかた文庫 2011
- 『面白いほどよくわかる般若心経 大乗仏教の精髄を説く262文字の大宇宙』日本文芸社(学校で教えない教科書)　2012
- 『禅のことば禅のこころ 気持ちをすっと落ちつかせる』日本実業出版社 2012
- 『幕末維新の謎がすべてわかる本』2015 ロング新書
- 『幕末・維新の真相史』2017 (ロング新書)
- 『薩長史観の正体 歴史の偽装を暴き、真実を取り戻す』東洋経済新報社 2017

### 共編著・監修
- 『良寛のすべて』編 新人物往来社 1995
- 『図解戦略経営に活かす兵法入門 勝利を導く普遍の法則』西村克己共著 東洋経済新報社 2002、『兵法・入門経営戦略における「勝利の法則」』(宝島sugoi文庫)
- 『総図解よくわかる仏教』監修 新人物往来社 2011
- 『生きるのが楽になる禅の言葉』武田双雲書 三笠書房(知的生きかた文庫) 2014